# 이기원 (조선귀족)
이기원(李起元, 1880년 7월 14일 ~ 1937년 6월 9일)은 일제강점기의 조선귀족이다. 본관은 전주, 본적은 경성부 장사정이며 남작 이봉의의 아들이다.

## 생애
1914년 6월 10일 일본 정부로부터 남작 이봉의(이기원의 아버지)의 사자(嗣子)로서 종5위에 서위되었으며 1915년 11월 10일 일본 정부로부터 다이쇼 대례 기념장을 받았다. 1919년 4월 29일 자신의 아버지였던 이봉의가 받은 남작 작위를 승계받았으며 1928년 11월 16일 일본 정부로부터 쇼와 대례 기념장을 받았다. 그의 작위는 장남 이강식이 습작했다.
친일파 708인 명단의 조선귀족 부문, 민족문제연구소의 친일인명사전 수록자 명단의 수작/습작 부문, 친일반민족행위진상규명위원회가 발표한 친일반민족행위 705인 명단에 포함되었다.

## 참고자료
- 친일반민족행위진상규명위원회 (2009). 〈이기원〉. 《친일반민족행위진상규명 보고서 Ⅳ-12》. 서울. 219~222쪽.